# Kalendarium rządu Wojciecha Jaruzelskiego
Kalendarium rządu Wojciecha Jaruzelskiego opisuje powołanie rządu Wojciecha Jaruzelskiego, zmiany na stanowiskach ministrów, sekretarzy stanu, podsekretarzy stanu, wojewodów i wicewojewodów.

## Zmiany w rządzie
Lista zmian personalnych na stanowiskach ministrów, sekretarzy stanu i podsekretarzy stanu.
- 11 lutego 1981
- Powołanie:
  - gen. armii Wojciecha Jaruzelskiego na urząd prezesa Rady Ministrów.
- 12 lutego 1981
- Odwołania:
  - Andrzeja Jedynaka, Leona Kłonicy, Aleksandra Kopcia, Stanisława Kowalczyka, Krzysztofa Kruszewskiego, Henryka Pruchniewicza, Tadeusza Skwirzyńskiego.
- Powołania:
  - Andrzej Jedynak na urząd wiceprezesa Rady Ministrów,
  - Mieczysław F. Rakowski na urząd wiceprezesa Rady Ministrów,
  - Waldemar Kozłowski (ZSL) na stanowisko ministra leśnictwa i przemysłu drzewnego,
  - prof. Bolesław Faron na stanowisko ministra oświaty i wychowania,
  - Kazimierz Klęk na stanowisko ministra przemysłu chemicznego,
  - Stanisław Wyłupek na stanowisko ministra przemysłu maszyn ciężkich i rolniczych,
  - Jerzy Wojtecki na stanowisko ministra rolnictwa,
  - Tadeusz Szelachowski (ZSL) na stanowisko ministra zdrowia i opieki społecznej.
- 12 czerwca 1981
- Odwołania:
  - Jerzego Bafia, Jerzego Gawrysiaka, Henryka Kisiela, Adama Kowalika, Zbigniewa Rudnickiego.
- Powołania:
  - Zbigniew Madej na urzędy wiceprezesa Rady Ministrów i przewodniczącego Komisji Planowania,
  - Zygmunt Łakomiec na stanowiska ministra handlu wewnętrznego i usług,
  - prof. Władysław Majewski (SD) na stanowisko ministra łączności,
  - prof. Sylwester Zawadzki na stanowisko ministra sprawiedliwości,
  - prof. Zdzisław Krasiński (bezpartyjny) na stanowisko ministra bez teki i przewodniczącego Państwowej Komisji Cen.
- 3 lipca 1981
- Likwidacja:
  - urzędu ministra rolnictwa i ministra przemysłu spożywczego i skupu
- Zniesienie:
  - ministra górnictwa i ministra energetyki i energii atomowej
  - ministra hutnictwa, ministra przemysłu maszyn ciężkich i rolniczych oraz ministra przemysłu maszynowego
  - ministra przemysłu chemicznego i ministra przemysłu lekkiego
  - ministra handlu zagranicznego i gospodarki morskiej
- Utworzenie:
  - ministra rolnictwa i gospodarki żywnościowej
  - ministra górnictwa i energetyki
  - ministra hutnictwa i przemysłu maszynowego
  - ministra przemysłu chemicznego i lekkiego
  - ministra handlu zagranicznego i Urzędu Gospodarki Morskiej z ministrem bez teki na czele
- Odwołania:
  - Zbigniewa Bartosiewicza, Henryka Gawrońskiego, Mieczysława Glanowskiego, Janusza Górskiego, Władysława Jabłońskiego, Ryszarda Karskiego, Kazimierza Klęka, Tadeusza Rudolfa, Zbigniewa Szałajdy, Jerzego Wojteckiego, Stanisława Wyłupka, Jana Załęskiego.
- Powołania:
  - gen. dyw. Czesław Piotrowski na stanowisko ministra górnictwa i energetyki,
  - Ryszard Karski na stanowiska ministra handlu zagranicznego,
  - Zbigniew Szałajda na stanowiska ministra hutnictwa i przemysłu maszynowego,
  - prof. Jerzy Nawrocki na stanowisko ministra nauki, szkolnictwa wyższego i techniki,
  - Jan Knapik na stanowisko ministra przemysłu chemicznego i lekkiego,
  - Jerzy Wojtecki na stanowisko ministra rolnictwa i gospodarki żywnościowej,
  - Stanisław Bejger na stanowisko ministra-kierownika Urzędu Gospodarki Morskiej,
  - prof. Władysław Baka na stanowiska ministra bez teki i pełnomocnika rządu ds. reformy gospodarczej,
  - Władysław Jabłoński na stanowiska ministra bez teki.
- 31 lipca 1981
- Odwołania:
  - Mieczysława Jagielskiego, Józefa Kępy, Janusza Obodowskiego, Mirosława Milewskiego.
- Powołania:
  - Janusz Obodowski na urząd wiceprezesa Rady Ministrów,
  - gen. dyw. Tadeusz Hupałowski na stanowisko ministra administracji, gospodarki terenowej i ochrony środowiska,
  - prof. Antoni Rajkiewicz na stanowisko ministra pracy, płac i spraw socjalnych,
  - gen. dyw. Czesław Kiszczak na stanowisko ministra spraw wewnętrznych.
- 25 września 1981
- Odwołanie:
  - Jerzego Brzostka ze stanowiska ministra budownictwa i przemysłu materiałów budowlanych.
- Powołanie:
  - Witolda Dąbrowskiego na stanowisko kierownika ministerstwa budownictwa i przemysłu materiałów budowlanych.
- 31 października 1981
- Odwołania:
  - Mieczysława Grudnia, Ryszarda Karskiego, Zygmunta Łakomca, Stanisława Macha, Eugeniusza Szyra, Mieczysława Zajfryda.
- Powołania:
  - prof. Edward Kowalczyk (SD) na urząd wiceprezesa Rady Ministrów,
  - Tadeusz Opolski na stanowisko ministra budownictwa i przemysłu materiałów budowlanych,
  - Jan Antosik na stanowisko ministra gospodarki materiałowej,
  - Zenon Komender (bezp. PAX) na stanowisko ministra handlu wewnętrznego i usług,
  - Tadeusz Nestorowicz nba stanowisko ministra handlu zagranicznego,
  - Janusz Kamiński na stanowisko minister komunikacji.
- 15 grudnia 1981
- Dymisja:
  - ministra nauki, szkolnictwa wyższego i techniki prof. Jerzego Nawrockiego.
- Powołanie:
  - tymczasowego kierownika ministerstwa nauki, szkolnictwa wyższego i techniki Mieczysława Kazimierczuka.
- 26 stycznia 1982
- Odwołania:
  - Stanisława Bejgera i Jerzego Nawrockiego.
- Powołania:
  - prof. Benon Miśkiewicz na stanowisko ministra nauki, szkolnictwa wyższego i techniki,
  - Jerzy Korzonek na stanowisko ministra-kierownik Urzędu Gospodarki Morskiej,
- 26 lutego 1982
  - utworzenie urzędu ministra do spraw cen.
- 27 lutego 1982
- Odwołanie:
  - Jana Knapika ze stanowiska ministra przemysłu chemicznego i lekkiego.
- Powołania:
  - prof. Edward Grzywa na stanowisko ministra przemysłu chemicznego i lekkiego,
  - prof. Zdzisław Krasiński (bezpartyjny) na stanowisko ministra do spraw cen.
- 26 maja 1982
  - przekształcenie urzędu ministra do spraw kombatantów w Urząd do Spraw Kombatantów.
- Odwołanie:
  - Jerzego Kuberskiego ze stanowiska ministra-kierownika Urzędu do Spraw Wyznań.
- Powołanie:
  - prof. Adama Łopatki na stanowisko ministra-kierownika Urzędu do Spraw Wyznań.
- 21 lipca 1982
- Odwołania:
  - Józefa Czyrka ze stanowiska ministra spraw zagranicznych,
  - Zenona Komendera ze stanowiska ministra handlu wewnętrznego,
  - Jerzego Ozdowskiego ze urzędu wiceprezesa Rady Ministrów.
- Powołania:
  - Zenon Komender (bezp. „PAX”) na urząd wiceprezes Rady Ministrów,
  - Zygmunt Łakomiec na stanowisko ministra handlu wewnętrznego i usług,
  - Stefan Olszowski na stanowisko ministra spraw zagranicznych,
  - Andrzej Ornat na stanowisko ministra bez teki ds. młodzieży.
- 9 października 1982
- Odwołania:
  - Andrzeja Jedynaka, Mariana Krzaka, Zbigniewa Madeja, Tadeusza Opolskiego, Antoniego Rajkiewicza, Zbigniewa Szałajdy i Józefa Tejchmy.
- Powołania:
  - Zbigniew Szałajda na urząd wiceprezesa Rady Ministrów,
  - Janusz Obodowski na stanowisko przewodniczącego Komisji Planowania,
  - Stanisław Kukuryka na stanowisko ministra budownictwa i przemysłu materiałów budowlanych,
  - Stanisław Nieckarz na stanowisko ministra finansów,
  - Edward Łukosz na stanowisko ministra hutnictwa i przemysłu maszynowego,
  - prof. Kazimierz Żygulski (bezpartyjny) na stanowisko ministra kultury i sztuki,
  - Józef Bury na stanowisko kierownika ministerstwa pracy, płac i spraw socjalnych.
- 23 marca 1983
- Odwołania:
  - Jana Antosika, Tadeusza Hupałowskiego, Jerzego Wojteckiego.
- Powołania:
  - gen. dyw. Włodzimierz Oliwa na stanowisko ministra administracji, gospodarki terenowej i ochrony środowiska,
  - Jerzy Woźniak na stanowisko ministra gospodarki materiałowej,
  - Stanisław Ciosek na stanowisko ministra pracy, płac i spraw socjalnych,
  - Stanisław Zięba na stanowisko ministra rolnictwa i gospodarki żywnościowej.
- 28 lipca 1983
- Przekształcenie:
  - Urzędu ministra administracji, gospodarki terenowej i ochrony środowiska w urząd ministra administracji i gospodarki przestrzennej (minister Oliwa).
- Utworzenie:
  - Urzędu Ochrony Środowiska i Gospodarki Wodnej z ministrem-kierownikiem urzędu na czele.
- 22 listopada 1983
  - Wojciech Jaruzelski zrezygnował ze stanowiska ministra obrony (Sejm rezygnację przyjął).
- Odwołania:
  - Zbigniewa Madeja, Janusza Obodowskiego (z funkcji przew. Komisji Planowania), Sylwestra Zawadzkiego.
- Powołania:
  - prof. Zbigniew Messner na urząd wiceprezesa Rady Ministrów,
  - Manfred Gorywoda na urzędy wiceprezesa Rady Ministrów i przewodniczącego Komisji Planowania,
  - gen. broni Florian Siwicki na stanowisko minister obrony narodowej,
  - Lech Domeracki na stanowisko ministra sprawiedliwości,
  - prof. Stefan Jarzębski (bezpartyjny) na stanowisko ministra-kierownik Urzędu Ochrony Środowiska i Gospodarki Wodnej.
  - 5 grudnia 1983
- Odwołanie:
  - Władysława Jabłońskiego odwołany z członka Rady Ministrów.
- 31 marca 1984
  - zmarł minister handlu wewnętrznego i usług Zygmunt Łakomiec (47 lat).
- 30 maja 1984
- Odwołania:
  - Stanisława Cioska (z ministra pracy) i Edwarda Łukosza.
- Powołania:
  - Anna Kędzierska na stanowisko ministra handlu wewnętrznego i usług,
  - Janusz Maciejewicz na stanowisko ministra hutnictwa i przemysłu maszynowego,
  - Stanisław Gębala na stanowisko ministra pracy, płac i spraw socjalnych.
- 3 grudnia 1984
- Utworzenie:
  - Komitetu do Spraw Nauki i Postępu Technicznego przy Radzie Ministrów (przewodniczącym był premier lub wyznaczony przez niego wicepremier)
  - Urzędu Postępu Naukowo-Technicznego i Wdrożeń z ministrem-kierownikiem na czele.
- Przekształcenie:
  - Urzędu ministra nauki, szkolnictwa wyższego i techniki w ministra nauki i szkolnictwa wyższego (minister Miśkiewicz).
- 28 grudnia 1984
- Powołania:
  - Konrad Tott na stanowisko ministra-kierownik Urzędu Postępu Naukowo-Technicznego i Wdrożeń,
  - Zbigniew Szałajda na stanowisko przewodniczącego Komitetu ds. Nauki i Postępu Technicznego.